# Неотчуждаемая принадлежность
Неотчуждаемая принадлежность (в противоположность отчуждаемой принадлежности) в лингвистике — особый тип отношений в некоторых языках, который характерен для объектов, принадлежность которых не может быть изменена (не всегда в прямом физическом смысле), например, «моя рука» vs. «моя ручка». Этот тип входит в более широкую категорию притяжательности, присутствующую во многих языках, значительная часть которых однако не делает разницы между отчуждаемой и неотчуждаемой принадлежностью. Среди последних, например, русский, английский, латинский и арабский. В языках, различающих отчуждаемую и неотчуждаемую принадлежность, это различие выражается в различных грамматических формах.
Следует помнить, что такая классификация является прежде всего лексической и лишь частично связана с семантикой. Как правило, класс слов, считающихся неотчуждаемой принадлежностью, являются закрытым или маркированным, а второй класс («обычная» или отчуждаемая принадлежность) — открытым, используемым по умолчанию. Распределение объектов между отчуждаемой и неотчуждаемой принадлежностью варьирует от языка к языку. Наиболее часто это относится к семейным отношениям, частям тела, авторству. Часто в языке многие из этих слов относятся к классу неотчуждаемых, в то время как некоторые формально являются отчуждаемыми. Поэтому часто невозможно указать надёжный пример неотчуждаемой собственности без указания конкретного языка, к которому это относится. Бернд Хайне (en:Bernd Heine) считает, что такая расплывчивость связана с ходом языковых изменений: «категория неотчуждаемости является не столько семантически определённым, сколько морфосинтаксическим или морфонологическим явлением, которое обязано своим существованием тому факту, что некоторые существительные оказываются невключёнными во вновь возникающие способы передачи притяжательных отношений».

## Примеры
Различие по признаку отчуждаемости / неотчуждаемости является наиболее распространённым видом бинарной классификации оформления притяжательных отношений. Согласно Атласу структур языков мира (World Atlas of Language Structures) бинарные классификации (из которых большинство семантически связано с категорией отчуждаемости / неотчуждаемости) встречаются примерно в половине языков Африки и Америки и почти во всех рассмотренных австралийских и папуасских языках, однако очень редки в основной части Евразии.
Примеры языков:
- Евразия: осетинский, нанайский, южноюкагирский
- Африка: шильхский, нама, оромо, масайский, кунама, ганда, эве, иджо, нубийский
- Северная Америка: мускогские, тлингитский, хайда, лакота, кайова
- Южная Америка: гуахиро, чаяуита, санума
- Папуасские языки: лау, тавала
- Австралия: дирбал, тиви, урати
- Океания: рапануйский, дреху

### Луо
Пример отчуждаемой принадлежности, так как кость не является частью собаки:
cogo guok
кость собака
'кость собаки' (которую она ест)
Пример неотчуждаемой принадлежности, так как кость — это часть коровы:
cok dhiang’
кость.КОНСТР корова
'коровья кость'